# Rete tranviaria di Tallinn
La rete tranviaria di Tallinn è la rete tranviaria che serve la capitale estone di Tallinn. È composta da quattro linee.